# Bauernregel
Bauernregeln sind meist in Reimform gefasste alte Volkssprüche über das Wetter und die Folgen für die Landwirtschaft. Die Bezeichnung Wetterregel wird teilweise synonym mit dem Begriff „Bauernregel“ verwendet, teilweise werden damit aber auch nur Regeln bezeichnet, die nicht in Reimform gefasst, nicht selten aber wissenschaftlich begründet sind. Schon Aristoteles unternahm in seiner Abhandlung Meteorologica einen ersten wissenschaftlichen Versuch, Wetterregeln zu ergründen. In Europa konnte sich die Meteorologie erst in der Zeit der Renaissance weiterentwickeln, und neue Handelsrouten vermittelten ein besseres Verständnis von Erde und Wetter. Auch Galileo Galilei vertrat die Überzeugung, dass sich viele Wetterphänomene (Wetterregeln) wissenschaftlich erklären lassen.

## Geschichte

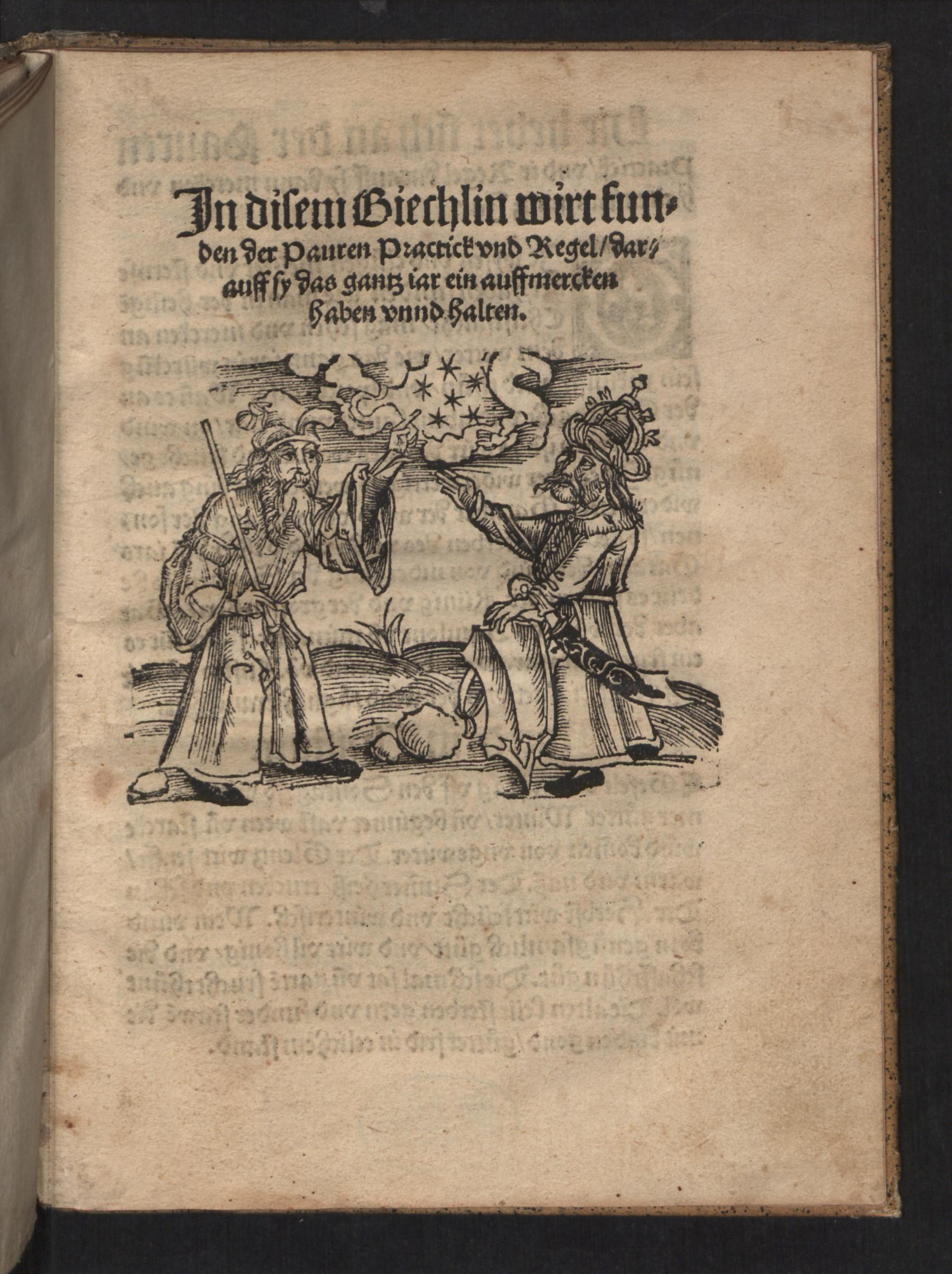
Bauernregeln von 1515 aus der historischen Sammlung der Universitätsbibliothek Mannheim

Bauernregeln sind aus Beobachtung nacheinander folgender Umstände entstanden und wurden über Generationen weitergegeben. Eine Bauernregel versucht, aus bestimmten Wetterlagen Vorhersagen und Rückschlüsse auf später kommende Ereignisse zu treffen. Die meisten Bauernregeln befassen sich mit der mittelfristigen Wettervorhersage, zum Beispiel ausgehend vom Wetter oder anderen natürlichen Ereignissen an bestimmten Lostagen eines Monats oder dem Wetter eines ganzen Monats. Auch der Bezug auf Wetterboten ist weit verbreitet.
Wetterregeln waren bereits im Altertum bekannt und kommen unter anderem in den Fasti Ovids vor. Auch im Neuen Testament werden Wetterregeln aufgenommen, die sich hier allerdings auf Palästina beziehen: „Außerdem sagte Jesus zu den Leuten: Sobald ihr im Westen Wolken aufsteigen seht, sagt ihr: Es gibt Regen. Und es kommt so. Und wenn der Südwind weht, dann sagt ihr: Es wird heiß. Und es trifft ein“ (Lukas 12,54–55 ).
Aus der Verknüpfung von meteorologischen Beobachtungen mit volkstümlichen, volksreligösen und abergläubischen Wetterprognosen entstandene Bauernregeln finden sich in der ersten Hälfte des 16. Jahrhunderts im deutschsprachigen Raum verbreiteten, vor allem an städtische Leser gerichteten und 1508 erstmals im Druck erschienenen Bauernpraktik eines unbekannten ostschwäbischen Verfassers.
Früher war die vorherrschende Lehrmeinung, dass Bauernregeln nur selten richtig liegen. Im 17. und 18. Jahrhundert (Zeitalter der Aufklärung) verbesserten viele Naturforscher, z. B. Blaise Pascal, Isaac Newton, Anders Celsius, Daniel Gabriel Fahrenheit und Benjamin Franklin, das Verständnis für Zusammenhänge zwischen lokalen und kontinentalen Wettererscheinungen. Als man Ende des 20. Jahrhunderts begann, sie auch statistisch zu überprüfen und dabei auf das Entstehungsgebiet der jeweiligen Regel achtete, stellte man fest, dass Bauernregeln als Erfahrungswerte relativ häufig zutreffen. Wie Jörg Kachelmann im Jahr 2004 mehrfach in Fernsehinterviews zu bedenken gab, muss die Entstehungszeit jeder Regel und eine eventuelle Verschiebung des Kalendariums seither in Betracht gezogen werden – denn die Einführung des Gregorianischen Kalenders hat viele alte Bauernregeln „aus dem Tritt gebracht“. Berücksichtige man das jedoch, seien viele regionale Regeln von erstaunlicher Zuverlässigkeit.
Zu beachten ist aber, dass die allermeisten Regeln regionale Erfahrungen wiedergeben: Ohne das Wissen, aus welcher Gegend eine Regel kommt, ist sie meist wertlos. Daher gibt es oft zu einem Lostag sich widersprechende Regeln, die eine mag von der Ostseeküste, die andere aus dem Alpenraum stammen. Regeln, die zumindest für das gesamte Mitteleuropa verbreitet waren, gibt es sehr wenige.

## Eine Auswahl von Wetterregeln
Auffällig ist die große Zahl von Bauernregeln für die Monate Januar, März, Mai und Juni (sie wurden in Form der aussagekräftigsten Formulierungen zusammengefasst), sowie solche zu Terminen wie Mariä Lichtmess (2. Feb., siehe dort) und Georgi/Markus (23./25. April). Darunter sind auch zahlreiche „Lostage“, zum Beispiel 22./25. Jan., 22./24. Feb., 21./25. März, 3./25. Mai, 8./10. Juni und „Siebenschläfer“ 27. Juni.
Januar
- Am Neujahrstage Sonnenschein lässt das Jahr uns fruchtbar sein.
- War bis zu Dreikönig kein rechter Winter, dann kommt auch keiner mehr dahinter. (+lokale Varianten)
- Ist Dreikönig hell und klar, gibt’s guten Wein im neuen Jahr.
- Große Kälte am Antoni-Tag nicht sehr lange halten mag. (Antonius = 17.1.)

Februar
- Wenn’s zu Lichtmess stürmt und schneit, ist der Frühling nicht mehr weit.
- Ist’s zur Lichtmess hell und klar, ist der Winter weder halb noch gar. Oder:
- Sonnt sich der Dachs in der Lichtmesswoch’, bleibt er vier Wochen noch in sei’m Loch!
- Hat der Valentin Regenwasser, wird der Frühling noch viel nasser. (Valentin = 14.2.)
- Hat Petri Stuhlfeier noch Eis und viel Ost, dann bringt der Feber noch starken Frost.
- Mattheiß bricht 's Eis; hat er keines, macht er eines. (Matthias = 24.2.)

März
- Märzen-Schnee tut den Saaten weh.
- Gibt’s im März zu vielen Regen, bringt die Ernte wenig Segen.
- Märzen-Schnee und Jungfernpracht, hält oftmals nur eine Nacht.
- Soll das Korn gar üppig stehen, so soll man es an St. Benedikt säen. (Benedikt = 21.3.)
- Mariä Verkündung hell und klar, ist ein Segen fürs ganze Jahr. (Verkündigung = 25.3.)
- Ist zu Rupert der Himmel rein, wird er’s auch im Juli sein. (Rupert = 27.3.)

April
- April macht das, was er will.
- Wenn der April bläst ins Horn, steht es gut um Heu und Korn.
- War’s an Ambrosius schön und rein, wird’s an Florian um so wilder sein. (4.4. / 4.5.)
- Ezechiel, mach schnell, mach’s fein, tu deinen Lein’ ins Geld hinein. (zur Lein-Aussaat 10. April)
- Hört Waltraud nicht den Kuckuck schrein, dann muss er wohl erfroren sein. (erinnerlich; 9. April)

Mai
- Mairegen bringt Segen.
- Ein Bienenschwarm im Mai ist wert ein Fuder Heu.
- Wenn Tränen weint der Stanislaus, werden blanke Heller draus. (Stanislaus = 7.5.; Heller = Silbermünze)
- Pankraz, Servaz, Bonifazi, drei frostige Lumpazi. (= Eisheilige, 12.–14. Mai)
- Heiliger Nepomuk, treib’ uns die Wassergüss’ zuruck! (Joh.Nepomuk = 16.5.)

Juni
- Menschensinn und Juniwind ändern sich oft sehr geschwind.
- Gibt’s im Juni Donnerwetter, wird g’wiss das Getreide fetter.
- An St. Medardus wird ausgemacht, ob 40 Tage die Sonne lacht. (Medardus = 8.6.)
- Hat Margret keinen Sonnenschein, dann kommt das Heu nie trocken rein. (Margret = 10.6.)
- Wenn St. Barnabas bringt Regen, dann gibt’s reichen Traubensegen. (Barnabas = 11.6.)
- Das Wetter am Siebenschläfertag sieben Wochen bleiben mag. (Siebenschläfer = 27.6.)
- Funkeln heut’ die Stern’, spielt bald der Wind den Herrn (siehe auch Szintillation).

Juli
- Bringt der Juli heiße Glut, gerät auch der September gut.
- Maria Heimsuch wird’s bestellt, wie’s Wetter vierzig Tag sich hält. (Mariä Heimsuchung = 2.7.)
- Wie’s Wetter an St. Margaret, dasselbe noch vier Wochen steht. (Margareta = 20.7.; alte Erfahrung mit sommerlichen Hoch/Tiefdrucklagen, oft „verregneter Urlaub“)

August
- Augustregen wirkt wie Gift, wenn er die reifenden Trauben trifft. Jedoch:
- Stellt im August sich Regen ein, so regnet’s Honig und guten Wein.
- Hitze an St. Dominikus – ein strenger Winter kommen muss (Dominikus = 4./8.8.)
- Wie das Wetter an Kassian, hält es viele Tage an (Kassian = 13.8.; siehe auch Anmerkung Wetterlage 13. Juli)

September
- Am feinen Septemberregen ist dem Bauer gelegen.
- Wenn im September die Spinnen kriechen, sie einen harten Winter riechen.
- Wie das Wetter am Magnustag, so es vier Wochen bleiben mag. (Magnus = 6.9.)
- Maria Geburt fliegen die Schwalben fort (Ma.Geburt = 8.9.)
- Matthäus, wenn er weint statt lacht, Essig aus dem Wein er macht. (Matthäus = 21.9.)

Oktober
- Viel Oktober-Regen ist für die Felder ein Segen.
- Regnet’s an Sankt Dionys, wird der Winter nass gewiss. (Dionysus = 9.10.)
- Ursula bringt’s Kraut herein, sonst schneien Simon und Juda drein. (21./28.10.)
- Mit Crispin sind alle Fliegen hin. (Crispin = 25.10.)
- Sankt Wolfgang Regen verspricht ein Jahr voller Segen. (31.10.)

November
- Je mehr Schnee im November fällt, desto fruchtbarer wird das Feld.
- Hat der November einen weißen Bart, wird der Winter lang und hart.
- Bringt Allerheiligen (01.11.) einen Winter, so bringt Martini (11.11.) einen Sommer
- Ist es um Martini trüb, wird der Winter lind und lieb. (Martin = 11.11.)

Dezember
- Auf kalten Dezember mit tüchtigem Schnee folgt fruchtbar Jahr mit reichlich Klee.
- Dezember mild, mit vielem Regen, ist für die Saat kein großer Segen.
- Fließt im Dezember noch der Birkensaft, dann kriegt der Winter keine Kraft.
- Weihnacht im Schnee – Ostern im Klee.
- Aufs Wetter gib wohl acht von Christtag bis Dreikönigsnacht (6.1.), es zeigt dir, was das Jahr dann wacht.
- Wenn’s Silvester stürmt und schneit, ist Neujahr nicht mehr weit.